# Węgierska Górka (gromada 1961–1972)
Węgierska Górka – dawna gromada, czyli najmniejsza jednostka podziału terytorialnego Polskiej Rzeczypospolitej Ludowej w latach 1954–1972.
Gromady, z gromadzkimi radami narodowymi (GRN) jako organami władzy najniższego stopnia na wsi, funkcjonowały od reformy reorganizującej administrację wiejską przeprowadzonej jesienią 1954 do momentu ich zniesienia z dniem 1 stycznia 1973, tym samym wypierając organizację gminną w latach 1954–1972.
Gromadę Węgierska Górka z siedzibą GRN w osiedlu Węgierska Górka (nie wchodzącym w skład gromady) utworzono 31 grudnia 1961 w powiecie żywieckim w woj. krakowskim z obszarów zniesionych gromad Cisiec i Żabnica.
W kwietniu 1969 dla gromady ustalono 25 członków gromadzkiej rady narodowej.
1 stycznia 1970 gromada składała się ze wsi: Cisiec i Żabnica.
Gromada przetrwała do końca 1972 roku, czyli do kolejnej reformy gminnej. Z dniem 1 stycznia 1973 roku utworzono gminę Węgierska Górka, w której skład weszła także pozbawiona statusu osiedla Węgierska Górka.
Uwaga: Jednostka o nazwie gromada Węgierska Górka – lecz o zupełnie innym obszarze – istniała też w latach 1954–57; w 1958 roku utworzono z jej obszaru osiedle Węgierska Górka.